# Eric Fingerhut
Eric David Fingerhut (* 6. Mai 1959 in University Heights, Ohio) ist ein US-amerikanischer Politiker der Demokratischen Partei. Vom 3. Januar 1993 bis 3. Januar 1995 war er Mitglied des Repräsentantenhauses der Vereinigten Staaten für den 19. Kongressdistrikt des Bundesstaates Ohio.

## Biografie
Fingerhut wurde in University Heights geboren. 1981 erhielt er den B.S. an der Northwestern University, 1984 einen weiteren Abschluss in Jura an der Stanford University. Er arbeitete dann als Rechtsanwalt in Cleveland. Von 1991 bis 1993 saß Fingerhut im Senat von Ohio. Bei den Kongresswahlen 1992 wurde Fingerhut als Vertreter des 19. Wahlbezirks von Ohio ins Repräsentantenhaus nach Washington, D.C. gewählt. 1994 wurde er von Steve LaTourette abgelöst. Nach seiner Niederlage errang er erneut einen Sitz im Senat von Ohio, wo er von 1999 bis 2006 saß. 
Bei den Senatswahlen 2004 kandidierte Fingerhut für die Demokratische Partei gegen den amtierenden Senator George Voinovich. Er errang 36, % der Stimmen und konnte nicht in den Senat einziehen. Im Januar 2006 gab Fingerhut seine Kandidatur für die Wahl zum Gouverneur von Ohio bekannt. Bereits im Februar 2006 zog er seine Kandidatur wieder zurück. Von 2007 bis 2011 war Fingerhut für die Schulpolitik im Kabinett von Gouverneur Ted Strickland zuständig. Dieser schlug ihn 2011 auch für die Präsidentschaft der University of Kentucky vor. An seiner Stelle wurde Eli Capilouto ausgewählt. 